# Triggernometry
Triggernometry es el quinto y hasta la fecha último álbum de Onyx, editado en 2003.

## Lista de canciones
1. "Triggernometry (Intro)" - 0:58
2. "Gun Clap Music" - 4:08
3. "Stick Up" - 0:27
4. "JMJ" - 4:10
5. "Def Scams" - 0:39
6. "Street Is Us" - 2:52
7. "Source Awards" - 1:04
8. "Wild N Here" - 3:58
9. "'93 Flex" - 0:39
10. "O.N.y.X." - 3:54
11. "Wu da Competition" - 1:06
12. "Over" - 4:13
13. "B.I.G." - 1:17
14. "Look Dog" - 3:16
15. "Irv da A&R" - 0:53
16. "Next Niggas, Pt. 2" - 3:42
17. "Rappers in Flicks" - 0:31
18. "Champions" - 3:23
19. "Holla Back 50" - 2:30
20. "Mama Cryin" - 4:01
21. "Triggernometry (Outro)" - 0:37

- Datos: Q1131382